# Martin Österdahl
Erik Martin Österdahl (ur. 12 października 1973 w Sollentunie) – szwedzki producent telewizyjny. W latach 2020–2025 producent wykonawczy Konkursu Piosenki Eurowizji. Członek Europejskiej Unii Nadawców.

## Życiorys
Ukończył studia na Uniwersytecie w Uppsali, gdzie studiował ekonomię, filologię rosyjską oraz stosunki międzynarodowe. Karierę w mediach rozpoczął od pracy w szwedzkiej grupie Modern Times Group, gdzie był odpowiedzialny za rozwój gazety „Metro” w Holandii. W latach 2008–2014 pracował w Sveriges Television, gdzie był odpowiedzialny za produkcję programów telewizyjnych (m.in. Mästarnas mästare, Allt för Sverige oraz Skavlan), był też producentem wykonawczym konkursów Melodifestivalen 2007 oraz Melodifestivalen 2008.
W 2016 wydał powieść pt. Be inte om nåd.
Współprodukował Konkurs Piosenki Eurowizji w 2013 i 2016. Od 20 stycznia 2020 pełni funkcję producenta wykonawczego Konkursu Piosenki Eurowizji i Konkursu Piosenki Eurowizji Junior. W czerwcu 2025 roku zrezygnował ze stanowiska w obu konkursach.